# Aghstafa (quận)
Aghstafa (tiếng Azerbaijan:Aǧstafa) là một quận thuộc Azerbaijan. Dân số thời điểm năm 2012 là 73944 người.